# I'm a Slave 4 U
"I'm a Slave 4 U" je pjesma američke pjevačice Britney Spears. Objavljena je 24. rujna 2001. kao prvi singl s njenog trećeg studijskog albuma Britney.